# 76. protioklepni bataljon Slovenske vojske
76. protioklepni bataljon Slovenske vojske (kratica: 76. POKB) je bivša protioklepna formacija Slovenske vojske; bataljon je bil nastanjen v vojašnici Murska Sobota.

## Zgodovina
Bataljon je bil ustanovljen 1. avgusta 1992 s preoblikovanjem 76. protioklepnega diviziona. Leta 2005 je bil bataljon preoblikovan v 76. protioklepno četo, ki pa je bila ukinjena leta 2007.

## Poveljstvo
Poveljniki
- stotnik Dušan Lazar  (2004)
- stotnik Slavko Harc (8. januar 2002 - 2004)
- podpolkovnik Srečko Karba (? - 8. januar 2002)
- stotnik Mirko Rauter (1993)

## Organizacija
2002
- poveljniška četa
- protioklepna baterija

2000
- poveljstvo
- 1. protioklepna baterija (maljutka)
- 2. protioklepna baterija (maljutka)
- 3. protioklepna baterija (fagot)